# GHZ-Experiment
Das GHZ-Experiment, benannt nach den Physikern Greenberger, Horne und Zeilinger, ist ein physikalisches Experiment, das ursprünglich als Gedankenexperiment vorgeschlagen wurde, um das Einstein-Podolsky-Rosen-Paradoxon zu untersuchen und damit aufgeworfene Fragen zu beantworten. 1989 schlugen Greenberger, Horne und Zeilinger einen Zustand aus drei verschränkten Teilchen vor, bei dem im Gegensatz zu den bellschen Ungleichungen vier Messungen genügen, um zu zeigen, dass die Quantenmechanik keine klassische Theorie ist, welche die beiden Eigenschaften der Lokalität und Realität erfüllt.
Nachdem die instrumentellen Möglichkeiten gegeben waren, konnte 1999 durch eine Arbeitsgruppe um Zeilinger erstmals ein entsprechendes Experiment durchgeführt werden. Die Vorhersagen der Quantenmechanik wurden dabei bestätigt. Aufgrund dieses Resultats konnte auch eine gewisse Klasse von Theorien mit verborgenen Variablen experimentell ausgeschlossen werden.

## Hintergrund
Zwei Teilchen werden gemeinsam in einem verschränkten Zustand erzeugt und fliegen auseinander. Misst man den Zustand eines Teilchens separat, so gibt es zwei mögliche Ergebnisse, {\displaystyle |0\rangle } und {\displaystyle |1\rangle }. Die separaten Messergebnisse sind streng korreliert: Wird der Zustand des einen Teilchens gemessen und ist das Ergebnis z. B. {\displaystyle |1\rangle }, weiß man, dass das andere Teilchen sich im jeweils anderen Zustand befindet (in diesem Fall also {\displaystyle |0\rangle }) – die Messung wird mit 100 %iger Sicherheit dieses Ergebnis haben. Albert Einstein nahm an, dass diese Eigenschaften der Teilchen schon vorher festgelegt sind, bevor man die Messungen durchgeführt hat, und der jeweilige Zustand beim Teilchen bis zur Messung als sogenannte „verborgene Variable“ gespeichert war. Die Quantenmechanik hingegen beschreibt diese beiden Teilchen als eine einzige Wellenfunktion, die für beide Teilchen beide Zustände gleich wahrscheinlich macht. Erst durch Beobachten, durch eine Messung, haben die Teilchen individuelle Zustände (Kollaps der Wellenfunktion), und je nachdem, welcher Zustand bei einem Teilchen gemessen wurde, weiß man nun exakt den Zustand des anderen Teilchens.
Keine der beiden Interpretationen lässt sich mit nur zwei verschränkten Teilchen in einem Experiment beweisen. 1964 fand John Bell aber ein Ungleichungssystem (Bellsche Ungleichung), mit dessen Hilfe sich die Frage experimentell entscheiden lässt. Es handelt sich dabei aber um eine statistische Aussage, streng genommen müsste man daher für eine unwiderlegbare Aussage unendlich vielen Messungen vornehmen. Dem GHZ-Experiment hingegen liegen keine statistischen Aussagen zugrunde; es ermöglicht eine experimentell begründete Analyse bzw. Lösung dieses Widerspruchs.

## GHZ-Zustand
Als GHZ-Zustand wird ein maximal verschränkter Zustand von mindestens drei Teilchen bezeichnet, der im Fall von Qubits die Form
{\displaystyle |\mathrm {GHZ} \rangle _{M}=\textstyle {\frac {1}{\sqrt {2}}}(|0\rangle ^{\otimes M}+|1\rangle ^{\otimes M})=\textstyle {\frac {1}{\sqrt {2}}}(|0\ldots 0\rangle +|1\ldots 1\rangle )}
besitzt. Im einfachsten Fall für drei Teilchen entspricht das
{\displaystyle |\mathrm {GHZ} \rangle _{3}=\textstyle {\frac {1}{\sqrt {2}}}(|000\rangle +|111\rangle ).}
Ein GHZ-Zustand zeigt bei Messungen im GHZ-Experiment aufgrund seiner Verschränkung Korrelationen, die nicht mit Hilfe von lokalen versteckten Variablen erklärbar sind.

## Versuchsdurchführung und -auswertung
Das GHZ-Experiment wird an drei Qubits durchgeführt. Diese werden vor dem Experiment gerade so präpariert, dass sie den oben beschriebenen GHZ-Zustand einnehmen. Nun kann entsprechend den drei Pauli-Matrizen in jeder der drei Raumrichtungen der Zustand jedes einzelnen Qubits gemessen werden. Nach den Gesetzen der Quantenmechanik ergibt jede Einzelmessung in jeder der drei Raumrichtungen aufgrund der besonderen Eigenschaft des GHZ-Zustandes mit gleicher Wahrscheinlichkeit entweder den Wert {\displaystyle +1} oder {\displaystyle -1}. Die drei Qubits erscheinen so gesehen völlig unkorreliert zu sein, was jedoch im Widerspruch zu den Ergebnissen des GHZ-Experimentes steht.
Beim GHZ-Experiment werden insgesamt vier Messungen durchgeführt. Bei jeder Einzelnen dieser vier Messungen werden jeweils alle drei Qubits in einer bestimmten und vorher festgelegten Raumrichtung gemessen. Die Durchführung der vier Messungen wird nun durch die vier Bezeichnungen {\displaystyle YYX}, {\displaystyle YXY}, {\displaystyle XYY} und {\displaystyle XXX} festgelegt. Bei der ersten Messung {\displaystyle YYX} wird das erste Qubit in y-Richtung, das zweite Qubit auch in y-Richtung und das dritte Qubit in x-Richtung gemessen. Die drei anderen Messungen werden dann entsprechend der eben erklärten Bezeichnung durchgeführt. Die drei Zwischenergebnisse jeder Einzelmessung werden am Ende einer Messung miteinander multipliziert, so dass jede der vier Messungen erneut nur den Wert {\displaystyle +1} oder {\displaystyle -1} haben kann.
Jeder der vier Messungen kann nun ein quantenmechanischer Operator zugewiesen werden. Jeder dieser vier Operatoren kann gemäß den Gesetzen der Quantenmechanik durch das Tensorprodukt der jeweiligen Pauli-Matrizen dargestellt werden. Damit können dann zuletzt auch die jeweiligen Erwartungswerte aller vier Operatoren berechnet werden.
Gemäß den Gesetzen der Quantenmechanik ergeben sich die folgenden Vorhersagen für die Erwartungswerte der vier Messungen:
{\displaystyle \langle \mathrm {GHZ} |Y_{1}Y_{2}X_{3}|\mathrm {GHZ} \rangle =\langle \mathrm {GHZ} |Y_{1}X_{2}Y_{3}|\mathrm {GHZ} \rangle =\langle \mathrm {GHZ} |X_{1}Y_{2}Y_{3}|\mathrm {GHZ} \rangle =-1,}
{\displaystyle \langle \mathrm {GHZ} |X_{1}X_{2}X_{3}|\mathrm {GHZ} \rangle =+1,}
Die Korrelationen der einzelnen Messwerte können nun erklärt werden, indem der GHZ-Zustand in den Eigenvektoren der durchzuführenden Messung und damit der zugehörigen Pauli-Matrix dargestellt wird. So kann der Zustand eines einzelnen Qubits jeweils in den Eigenvektoren jeder der drei Pauli-Matrizen dargestellt und auch umgerechnet werden. Bei einer Messung in Richtung der x-Achse gilt:
{\displaystyle {\begin{aligned}&|0\rangle ={\frac {1}{\sqrt {2}}}\left(|+\rangle +|-\rangle \right)\\&|1\rangle ={\frac {1}{\sqrt {2}}}\left(|+\rangle -|-\rangle \right)\end{aligned}}}
Bei einer Messung in Richtung der y-Achse gilt:
{\displaystyle {\begin{aligned}&|0\rangle ={\frac {1}{\sqrt {2}}}\left(|\phi ^{+}\rangle +|\phi ^{-}\rangle \right)\\&|1\rangle ={\frac {1}{\sqrt {2}}}\left(|\phi ^{+}\rangle -|\phi ^{-}\rangle \right)\end{aligned}}}
Damit gilt dann:
{\displaystyle {\frac {1}{\sqrt {2}}}\left(|000\rangle +|111\rangle \right)={\frac {1}{2}}\left(|00\rangle +|11\rangle \right)\otimes |+\rangle +{\frac {1}{2}}\left(|00\rangle -|11\rangle \right)\otimes |-\rangle }
Ferner gilt:
{\displaystyle {\begin{aligned}&{\frac {1}{2}}\left(|00\rangle +|11\rangle \right)=|\phi ^{+}\phi ^{-}\rangle +|\phi ^{-}\phi ^{+}\rangle \\&{\frac {1}{2}}\left(|00\rangle -|11\rangle \right)=|\phi ^{+}\phi ^{+}\rangle +|\phi ^{-}\phi ^{-}\rangle \end{aligned}}}
Für die Messung YYX können deshalb nur die Kombinationen {\displaystyle \phi ^{+}\phi ^{-}+}, {\displaystyle \phi ^{-}\phi ^{+}+}, {\displaystyle \phi ^{+}\phi ^{+}-} und {\displaystyle \phi ^{-}\phi ^{-}-} gemessen werden. Bei allen vier Möglichkeiten ergibt die Multiplikation der einzelnen drei Messwerte der einzelnen Qubits immer {\displaystyle -1}. Der Erwartungswert ergibt damit notwendigerweise auch den Wert {\displaystyle -1}.
Wird die gezeigte Rechnung für alle vier Messungen durchgeführt, so kann gezeigt werden, dass gemäß den Gesetzen der Quantenmechanik bei einer Multiplikation der Ergebnisse der vier Messungen oder zwölf Einzelmessungen immer der Wert {\displaystyle -1} gemessen wird. Dies steht im Widerspruch zu der Annahme, dass die Ergebnisse jeder Messung eines Qubits bereits durch die Präparation des GHZ-Zustandes eindeutig festgelegt wird. Da jedes Qubit im Laufe der vier Messungen in jeder Richtung immer genau zweimal gemessen wird, wäre dann der Wert {\displaystyle +1} zu erwarten.